# Рибальта, Франсиско
Франсиско Рибальта (исп.  Francisco Ribalta, 2 июня 1565, Сольсона — 12 января 1628, Валенсия) — испанский живописец периода барокко «Золотого века испанского искусства». Караваджист.

## Биография

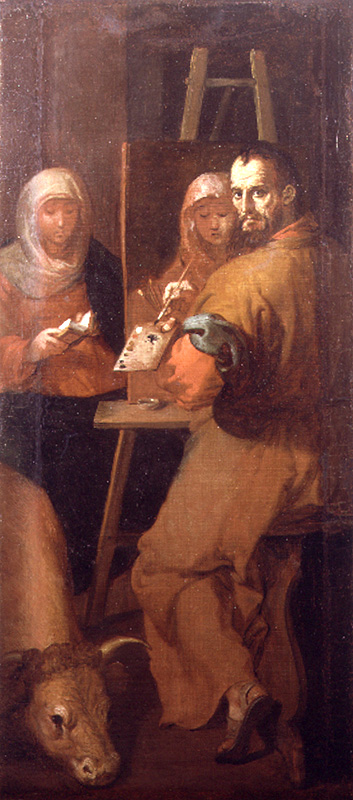
Святой Лука Евангелист (предполагаемый автопортрет художника). Между 1625 и 1627. Холст, масло. Музей изящных искусств, Валенсия

Франсиско Рибальта родился в семье портного в Сольсоне (Лерида). Около 1572 года семья переехала в Барселону. В 1581 году Франсиско потерял отца, вместе с братьями перебрался в Мадрид, чтобы учиться живописи. Учился у Хуана Фернандеса де Наваррете.
Его первая известная работа, «Приготовления к Распятию» (Эрмитаж в Санкт-Петербурге), подписана и датирована в Мадриде 1582 годом. Франсиско проехал через Эскориал, где узнал о творчестве венецианских мастеров, таких как Тициан и семья Бассано, и особенно был впечатлён творчеством Себастьяно дель Пьомбо, картины которого имелись в Эскориале (ныне в Прадо в Мадриде). В Мадриде художник женился на Инес Пелайо (скончалась в 1601 году), от брака с которой родились два первенца, а в 1597 году — сын Хуан, который со временем стал его лучшим учеником. Известны также имена двух помощников в его мастерской, что косвенно свидетельствует об обилии заказов.
С 1599 года Франсиско Рибальта жил и работал в Валенсии. Вполне вероятно, что выбор Валенсии был обусловлен его дружбой с Лопе де Вега, личным секретарем маркиза Мальпики, который, в свою очередь, был зятем архиепископа Хуана де Рибера.
Рибальта стал одним из первых в Испании последователей Караваджо и тенебризма. Неясно, посещал ли он Рим или Неаполь, где у Караваджо было много приверженцев. Однако работы художников неаполитанской школы были хорошо известны в Мадриде, поскольку Неаполитанское королевство в XVII веке управлялось испанскими Габсбургами.
Рибальта умер в Валенсии 12 января 1628 года.
Среди учеников Рибальты был Хосе де Рибера и Хасинто Херонимо де Эспиноса, а также Антонио Бискерт, его зять Висенте Кастельо и сын Хуан Рибальта (1597—1628) — живописец и поэт.

## Творчество
С самого начала Франсиско Рибальта культивировал натурализм и интенсивную светотень, которая со временем стала «визитной карточкой» художников валенсийской школы XVII века. Рибальта считается предшественником таких знаменитых мастеров как Хусепе Рибера, Франсиско де Сурбаран, Диего Веласкес и Бартоломе Эстебан Мурильо. «Он заложил основы национального мистического натурализма, но также испытал влияние итальянских художников, поэтому Рибальту относят и к романистам».
«Расположенные в хронологическом порядке у истоков испанской живописи барокко, произведения Рибальты представляют собой связующее звено между маньеризмом и новыми течениями. Погружённый в религиозный дух Контрреформации, который он полностью разделял, художник сосредоточил визионерские мотивы своей живописи в натуралистической технике, таким образом, что сверхъестественное казалось происходящим наиболее правдоподобным и близким зрителю образом, которого он старался непосредственно соприкоснуться как с чудесным событием».
Произведения художника находятся в музеях Испании, Великобритании, США. Четыре картины Рибальты хранятся в санкт-петербургском Эрмитаже.

## Галерея

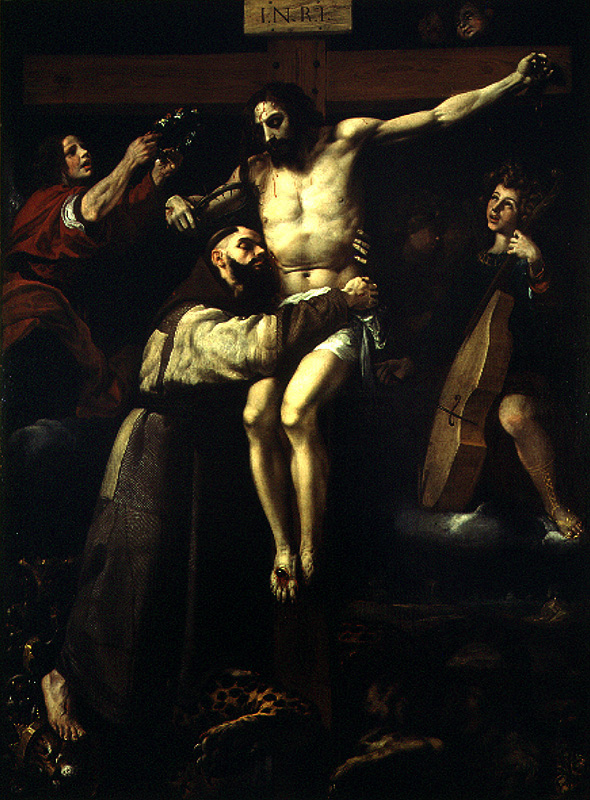
Франсиско Рибальта. Святой Франциск, обнимающий распятого Христа. Ок. 1620. Холст, масло. Музей изящных искусств, Валенсия
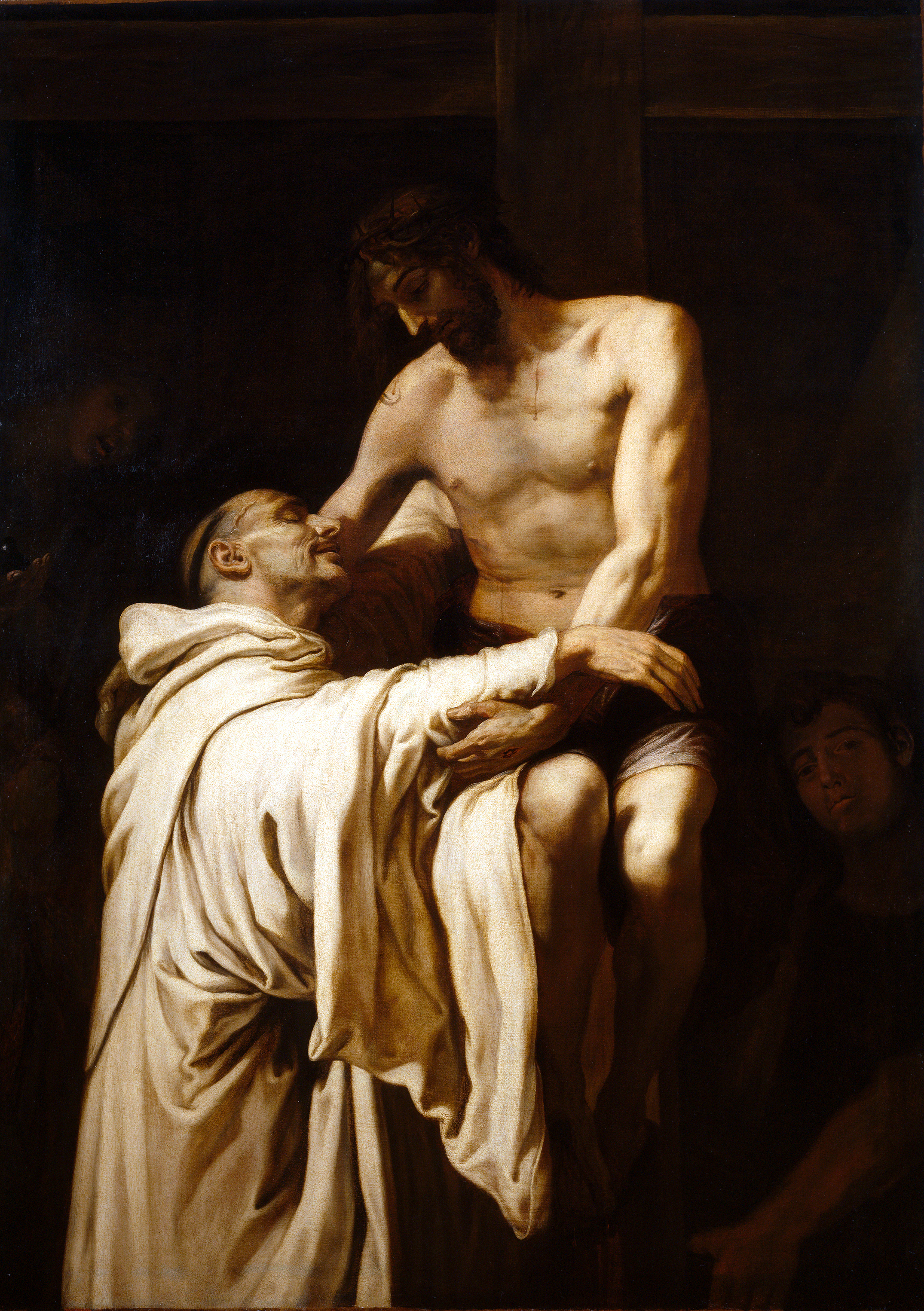
Христос, обнимающий святого Бернарда. Между 1625 и 1627. Холст, масло. Прадо, Мадрид
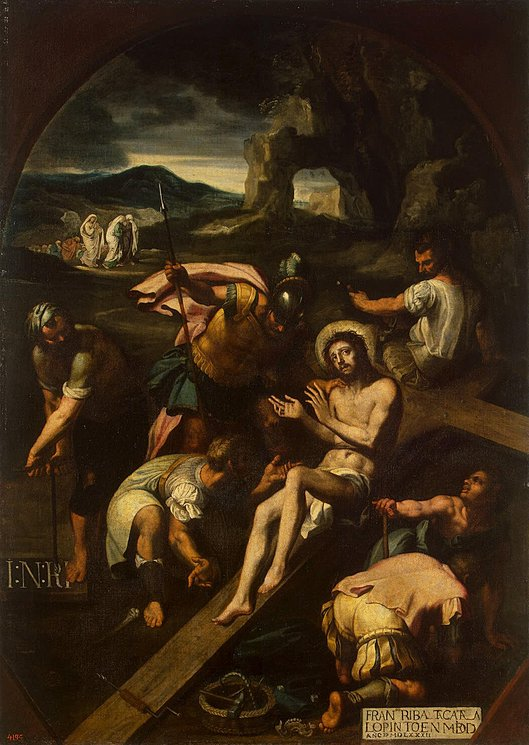
Приготовления к Распятию. 1582. Холст масло. Государственный Эрмитаж, Санкт-Петербург
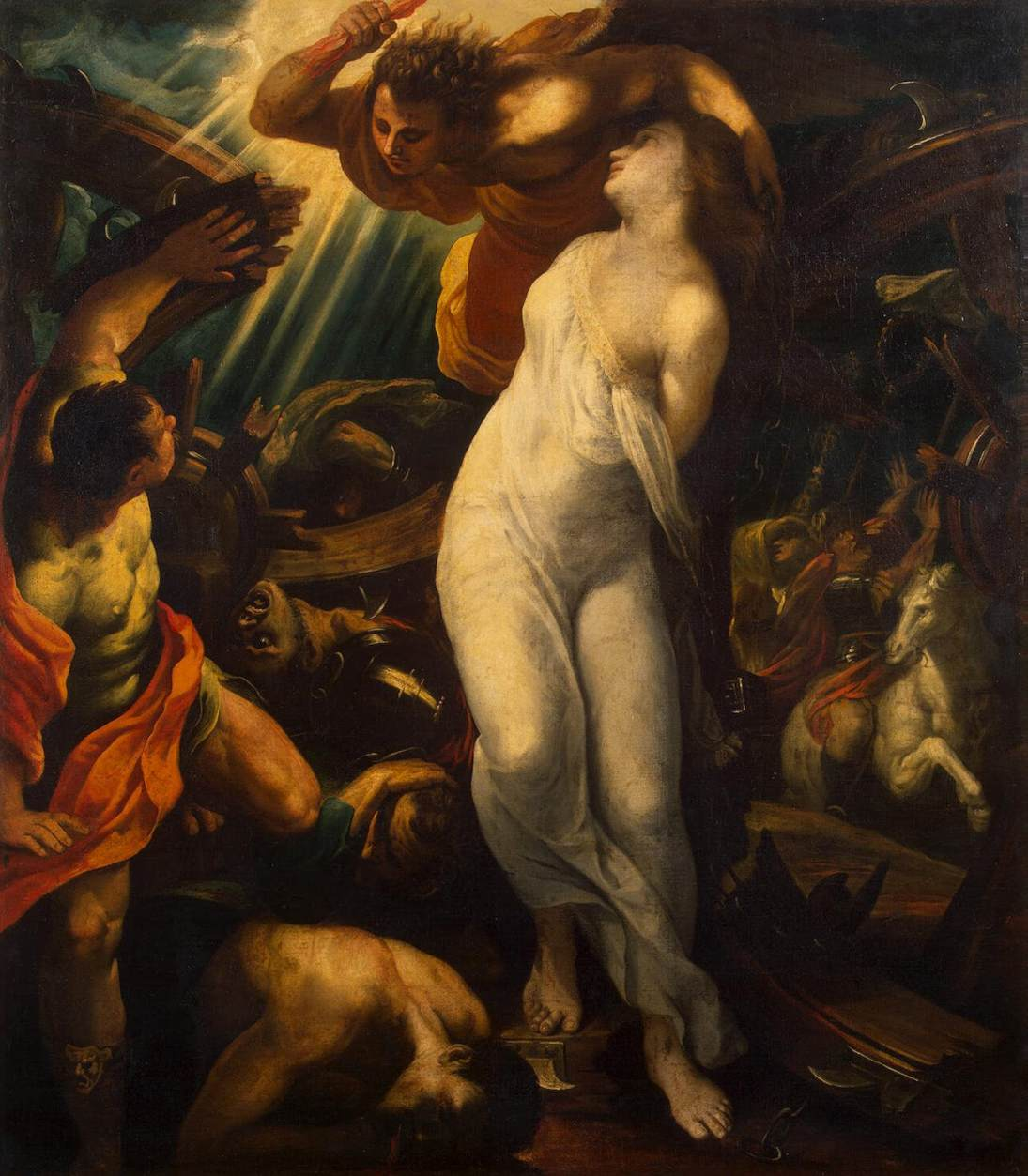
Мученичество Святой Екатерины. Между 1600 и 1602. Холст масло. Государственный Эрмитаж, Санкт-Петербург
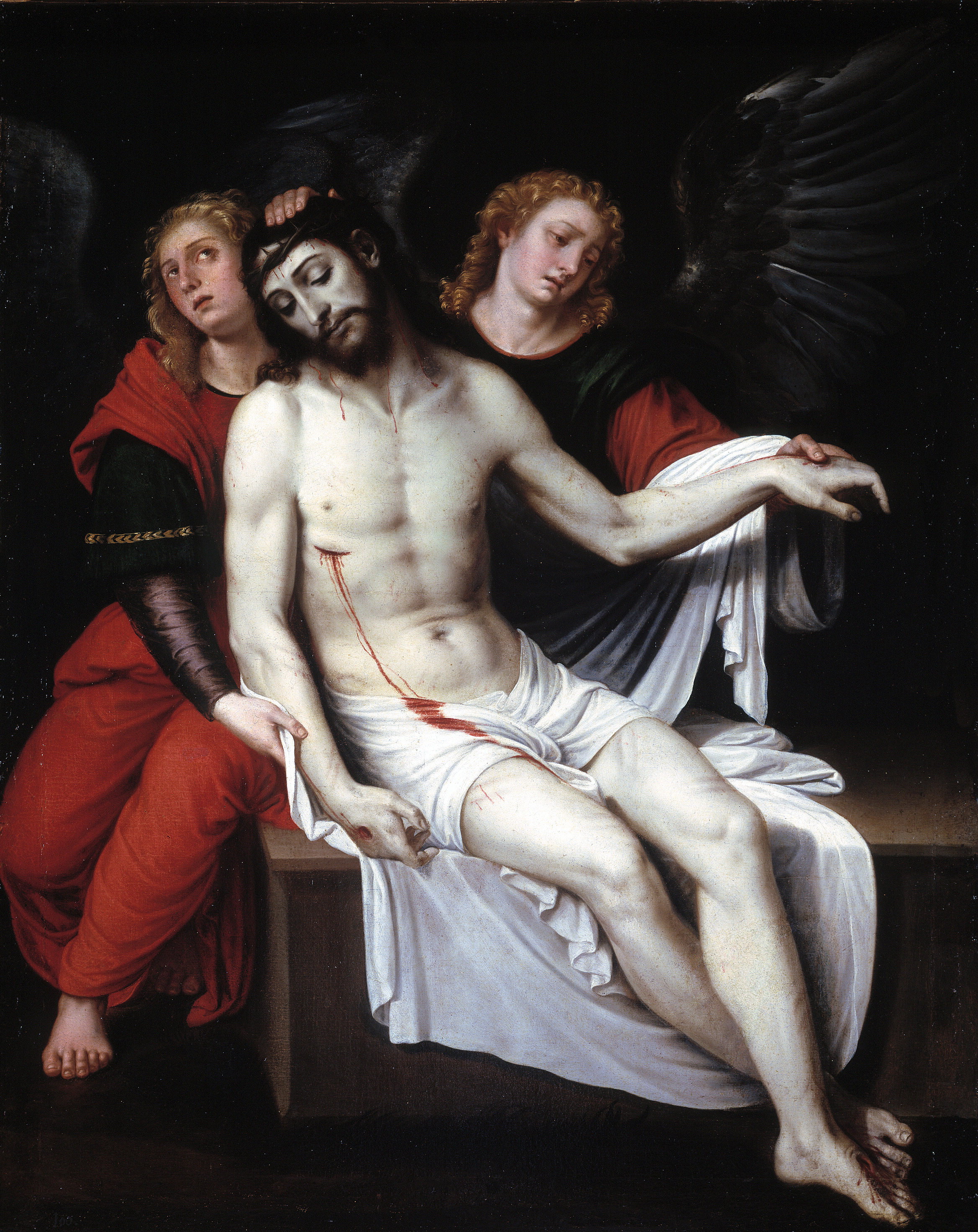
Мёртвый Христос, поддерживаемый двумя ангелами. 1600-е. Холст, масло. Прадо, Мадрид
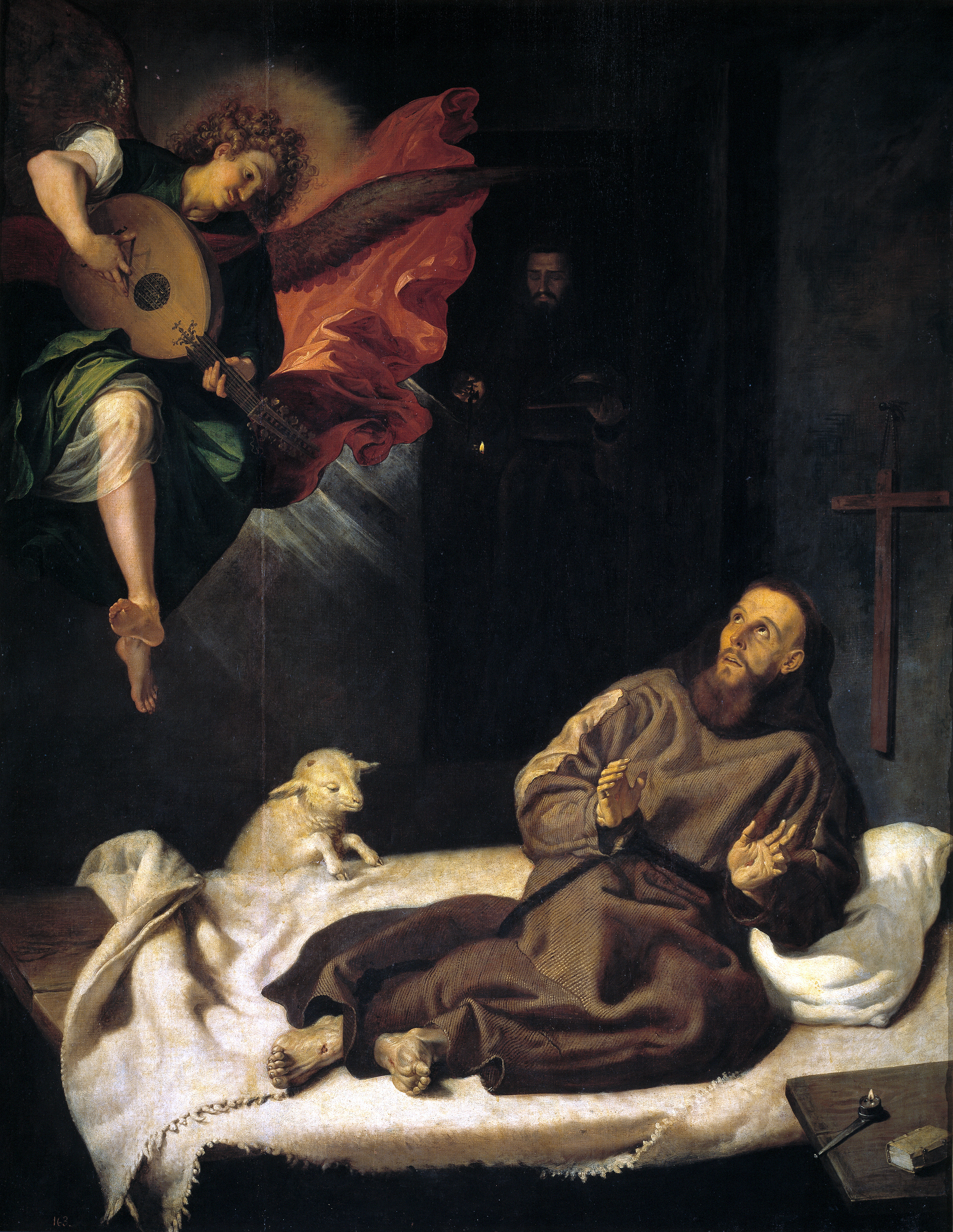
Святой Франциск, утешаемый ангелом. Ок. 1620. Холст, масло. Прадо, Мадрид